# Massively Multiplayer Online First-Person Shooter
Massively Multiplayer Online First-Person Shooter (MMOFPS), auch Massively Multiplayer Online Role-Playing Game/First-Person Shooter (MMORPG/FPS) genannt, ist ein Genre der Massively Multiplayer Online Games und eine Mischung aus MMORPG und Ego-Shooter.
Kürzlich wurde auch der Begriff Extreme Online Role-Playing Game (XORG) geprägt.
Im Gegensatz zu gewöhnlichen MMORPGs kommt es bei diesen Spielen, wie in Ego-Shootern, hauptsächlich darauf an, seine Gegner mit der Maus anzuvisieren und jeden Schuss selbsttätig abzufeuern. Die Fangemeinde solcher Spiele unterscheidet sich oft gravierend von den jagd- und sammelfreudigen Spielern gewöhnlicher MMORPGs; meist jedoch nur, da die meisten MMOFPS keine ausgebauten, wenn überhaupt verfügbaren, Möglichkeiten zum Ausleben des Sammeltriebs bieten, sondern mehr als reine Schlachtfeld-Server fungieren, wie zum Beispiel PlanetSide.

## Begriffsprägung
Der Begriff „XORG“ wurde erstmals von der Firma Smiling Gator Productions zur Bezeichnung ihrer Entwicklung Twilight War: After the Fall genutzt, welche allerdings aus finanziellen Gründen abgebrochen wurde. Der Begriff hat sich seitdem aber weitläufig etabliert. Inzwischen hat Twilight War sogar wieder einen neuen Geldgeber gefunden und wird weiterproduziert.

## Steuerung
Da es sehr auf das Zielen und Treffen (Aiming) der Gegner und zu benutzenden Gegenstände ankommt, werden MMOFPS zumeist mit Maus oder Trackball und Tastatur gesteuert. Einige wenige lassen sich aber auch mit Joysticks oder Gamepads steuern.
Da die meisten MMOFPS auf Grund ihrer Rollenspielelemente eine Ansteuerung von Inventar und Charakterstatistiken und die Bedienung von virtuellen Computer-Terminals benötigen, lassen sich die HUDs meist in zwei Modi betreiben. Im ersten Modus ist man in der Lage sich mit der Maus umzusehen, zu schießen oder mit Objekten der Spielwelt zu interagieren. Im zweiten Modus können mittels des Mauszeigers verschiedene Fenster geöffnet werden, um so Informationen zu erlangen und/oder Charakter-bezogene Aktionen auszuführen. Gewechselt wird zwischen diesen Modi mittels einer zuvor belegten Taste auf einem der Steuergeräte.

## Vertreter des Genres
- Destiny
- Entropia Universe (MMORPG m. FPS-Kampfsystem)
- Jumpgate
- MAG
- Neocron und Neocron 2: Beyond Dome Of York (MMORPG m. FPS-Kampfsystem)
- PlanetSide
- PlanetSide 2
- War Rock
- Escape from Tarkov